# Carolina Beach
Carolina Beach es un pueblo ubicado en el Condado de New Hanover en el estado estadounidense de Carolina del Norte. Según las estimaciones de 2009 tenía una población de 5.883 habitantes y una densidad poblacional de 805,6 personas por km².

## Geografía
Carolina Beach se encuentra ubicado en las coordenadas 34°2′12″N 77°53′49″O / 34.03667, -77.89694.

## Demografía
Según la Oficina del Censo en 2000 los ingresos medios por hogar en la localidad eran de $37.662, y los ingresos medios por familia eran $44.882. Los hombres tenían unos ingresos medios de $31.013 frente a los $21.241 para las mujeres. La renta per cápita para la localidad era de $24.128. Alrededor del 4.4% de las familias y del 9.4% de la población estaban por debajo del umbral de pobreza.